# Vrikshasana

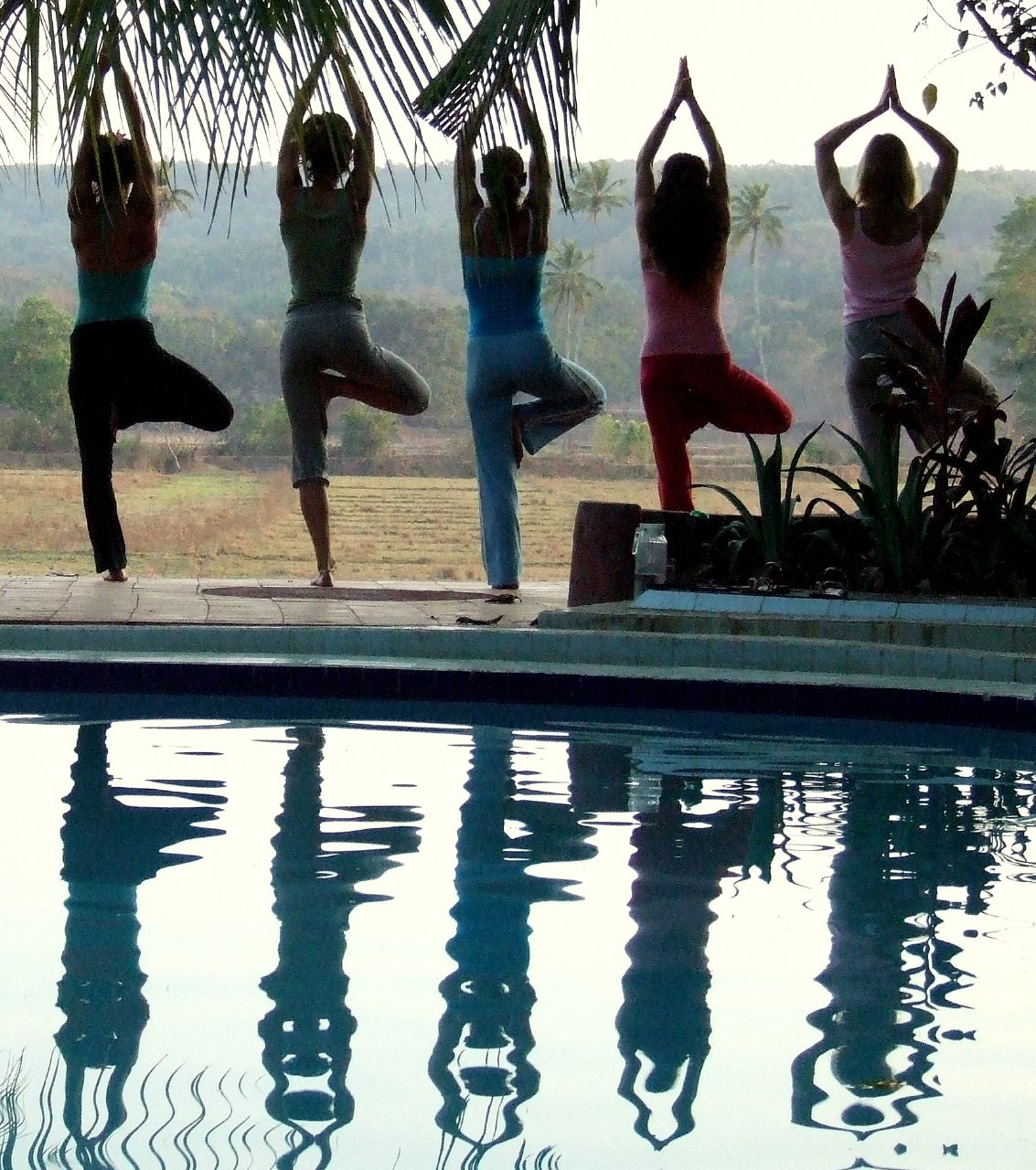
Alcune persone che realizzano la posizione Vrikshasana

Vrikshasana ovvero posizione dell'albero, è una posizione di Hatha Yoga. Deriva dal sanscrito "vriksha" che significa "albero" e "āsana" che significa "posizione".

## Scopo della posizione
La posizione ha lo scopo di rafforzare le gambe, le ginocchia e i piedi e di donare l'equilibrio al corpo, praticando un allineamento della testa e della schiena.

## Posizione
Partendo dalla posizione in piedi, con la schiena dritta ed i piedi uniti, sollevare le mani sopra la testa unendo le mani in preghiera. Successivamente piegare una delle due ginocchia staccando il piede da terra e appoggiando lo stesso all'interno della gamba, all'altezza del ginocchio della gamba che è rimasta dritta. È possibile posizionare il piede anche più in alto, all'attaccatura della coscia.